# Alegeri legislative în Grecia, 1996
Alegerile legislative au avut loc în Republica Elenă  pe 22 septembrie 1996. În joc au fost 300 de locuri în Parlamentul grec.
Conducerea Mișcării socialiste panhelice  a Coastei Simitis, a fost aleasă, înfrângând Noua democrație liberal conservatoare parte a Miltiasdis Ever.
Legea greacă cere ca partea câștigătoare a majorității de voturi să fie acordată în Vouli majorității .
Acest lucru implică ceva distorsiuni în proporția rezultatului. Părțile  trebuie să aibă 3% din votul național pentru a câștiga reprezentația.

## Rezultate
| Summary Sumar din 22 septembrie 1996 Parlamentul Grec () rezultatele alegerilor                                                                | Summary Sumar din 22 septembrie 1996 Parlamentul Grec () rezultatele alegerilor | Summary Sumar din 22 septembrie 1996 Parlamentul Grec () rezultatele alegerilor | Votes     | Votes  | Votes | Seats | Seats |
| Summary Sumar din 22 septembrie 1996 Parlamentul Grec () rezultatele alegerilor                                                                | Summary Sumar din 22 septembrie 1996 Parlamentul Grec () rezultatele alegerilor | Summary Sumar din 22 septembrie 1996 Parlamentul Grec () rezultatele alegerilor | No.       | %      | +− %  | No.   | +−    |
| --- | ------------------------------------------------------------------------------- | ------------------------------------------------------------------------------- | --------- | ------ | ----- | ----- | ----- |
| | Miscarile Socialiste                                                            | Kostas Simitis                                                                  | 2,813,245 | 41.49  | -5.2  | 162   | −8    |
| | Demografia noua a Greciei                                                       | Miltiadis Evert                                                                 | 2,584,765 | 38.12  | -1.2  | 108   | -3    |
| | Partile comuniste ale Greciei                                                   | Aleka Papariga                                                                  | 380,167   | 5.61   | +1.11 | 11    | +2    |
| | Coalitia dreapta                                                                | Nikos Konstantopoulos                                                           | 347,051   | 5.12   | 2.18  | 10    | +10   |
| | Miscarile socialiste democratice                                                | Dimitris Tsovolas                                                               | 300,617   | 4.43   | (-)   | 9     | (-)   |
| | Politica verii                                                                  | Antonis Samaras                                                                 | 199,463   | 2.94   | (-)   | (-)   | (-)   |
| | Uniunea centrelor                                                               | Vassilis Leventis                                                               | 48,677    | 0.72   |       | 0     | +0    |
| | Uniunea ecologistilor                                                           | Dimosthenis Vergis                                                              | 19,934    | 0.29   |       | 0     | +0    |
| | Adunarea grecilor                                                               |                                                                                 | 17,419    | 0.26   |       |       |       |
| | Uniunea politica nationala                                                      | Chrisanthos Dimitriadis Χρύσανθος Δημητριάδης                                   | 16,501    | 0.24   |       |       |       |
| | Adunarea Elenistilor                                                            | Sotiris Sofianopoulos                                                           | 12,205    | 0.18   |       |       |       |
| | Lupta de dreapta                                                                |                                                                                 | 10,443    | 0.15   | -     | 0     | -     |
| | Alternativele ecologistilor                                                     |                                                                                 | 5,715     | 0.08   | -     | 0     |       |
| | Hrisi Avgi                                                                      | Nikolaos Michaloliakos                                                          | 4,487     | 0.07   | -     | 0     | -     |
| | Grecii ecologisti                                                               | Konstantinos Papanikolas                                                        | 4,113     | 0.06   | -     | 0     | -     |
| | Marxist-Leninist Adunarea Comunista a Greciei                                   |                                                                                 | 4,016     | 0.06   | -     | 0     | -     |
| | Organizatia pentru reconstituirea comunistilor din Grecia-Rainbow               |                                                                                 | 3,485     | 0.05   | -     | 0     | -     |
| | Coalitia pensionarilor-Muncitori-Fermieri-                                      |                                                                                 | 2,470     | 0.04   | -     | 0     | -     |
| | Adunarea Socialista a Greciei                                                   |                                                                                 | 2,108     | 0.03   | -     | 0     | -     |
| | Olimpici                                                                        | Georgios Zois                                                                   | 1,619     | 0.02   | -     | 0     | -     |
| | Adunarea grecilor muncitori                                                     |                                                                                 | 247       | 0.00   | -     | 0     | -     |
| | Democratia Greciei                                                              |                                                                                 | 65        | 0.00   | -     | 0     | -     |
| | Adunarea Europeana a Greciei                                                    |                                                                                 | 8         | 0.00   | -     | 0     | -     |
| | Drepturile femeilor din Grecia                                                  |                                                                                 | 2         | 0.00   | -     | 0     | -     |
| | Altele                                                                          |                                                                                 | 1,123     | 0.02   | -     | 0     | -     |
| No. of valid votes | No. of valid votes                                                              | No. of valid votes                                                              | 6,780,049 | 100.00 |       | 300   |       |
| Invalid votes | Invalid votes                                                                   | Invalid votes                                                                   | 198,607   |        |       |       |       |
| Total | Total                                                                           | Total                                                                           | 6,978,656 |        |       |       |       |
| Turnout | Turnout                                                                         | Turnout                                                                         | 75.0%     |        |       |       |       |
| Electorate | Electorate                                                                      | Electorate                                                                      | 9,140,742 |        |       |       |       |
| Source: Rezultatele oficiale ale Greciei; [http://www.greekelections.com/portal/municelect/results1996.asp?state=municelect Greekelections.com |                                                                                 |                                                                                 |           |        |       |       |       |